# Katastrofa górnicza w Misisi
Katastrofa górnicza w Misisi – katastrofa górnicza, do której doszło 4 października 2018 roku w Misisi w prowincji Kiwu Południowe we wschodniej części Demokratycznej Republiki Konga. W wyniku katastrofy zginęło 37 osób.

## Przebieg
4 października 2018 w okolicy nielegalnej kopalni złota w Misisi nastąpiły ulewne opady deszczu, które wywołały powódź błyskawiczną. Nadmiar wody spowodował zawalenie się biedaszybu. Prace zespołu poszukiwawczego były utrudnione ze względu na brak odpowiednich środków do przeprowadzenia akcji, przez co ruszyły dopiero 7 dni po katastrofie, 11 października. Na miejscu odnaleziono 37 ciał, jednak według lokalnej organizacji pozarządowej około 70–80 metrów pod ziemią zostali uwięzieni kolejni górnicy.
Władze za przyczynę katastrofy uznały brak dostatecznej konserwacji obiektu. W 2017 władze prowincji Kiwu Południowe wycofały z eksploatacji kilka kopalni. W prowincji tej często występują osunięcia ziemi, spowodowane ulewami w trakcie pory deszczowej. Wypadki w kopalniach w Demokratycznej Republice Konga są częste, a operacje ratunkowe są przeprowadzane powolnie i niejednolicie.